# Sexy Spies
Sexy Spies è una webserie del 2009, distribuita su FlopTv, diretta, sceneggiata e interpretata da Maccio Capatonda. L'opera è una parodia del telefilm Charlie's Angels.

## Trama
In una serie di episodi autoconclusivi le "Sexy Spies" (Lung, Cucù e Stret) verranno richiamate da Boniek che gli affiderà una missione. Ogni volta, dopo aver dato loro il compito da eseguire, apparirà anche Larg (nipote di Boniek) la quale vorrà partecipare all'incarico ma lui, prontamente, le darà un compito del tutto casuale per far sì che la sua inettitudine non influenzi negativamente l'operato delle altre ragazze.
Nonostante l'abilità delle Sexy Spies nel portare a termine l'obbiettivo Larg finirà, eseguendo quanto intimatole dallo zio, per rovinare tutto.

## Episodi
| Nº | Titolo                           |
| -- | -------------------------------- |
| 1  | L'uomo invisibile                |
| 2  | Il grande Pocacci                |
| 3  | Una moglie da eterosessualizzare |
| 4  | Le capsule di Agamennone         |
| 5  | La Droga                         |
| 6  | La brocca di Caval Donato        |
| 7  | Il pesce della vergogna          |
| 8  | Esse di tinozza                  |
| 9  | Il peggiore ladro del mondo      |
| 10 | Stranezze                        |